# San Juan de la Costa
San Juan de la Costa este o comună din provincia Osorno, regiunea Los Lagos, Chile, cu o populație de 8.831 locuitori (2012) și o suprafață de 1517 km2.